# هیبت اسپورتس
هیبت اسپورتس (انگلیسی: Hibbett Sports) شرکت لوازم ورزشی آمریکایی است، که در سال ۱۹۴۵ تأسیس شد.